# Bisaltes fuscodiscalis
Bisaltes fuscodiscalis es una especie de escarabajo longicornio del género Bisaltes, subfamilia Lamiinae. Fue descrita científicamente por Breuning en 1943.
Se distribuye por Perú. Posee una longitud corporal de 12 milímetros.